# سلالة كلب

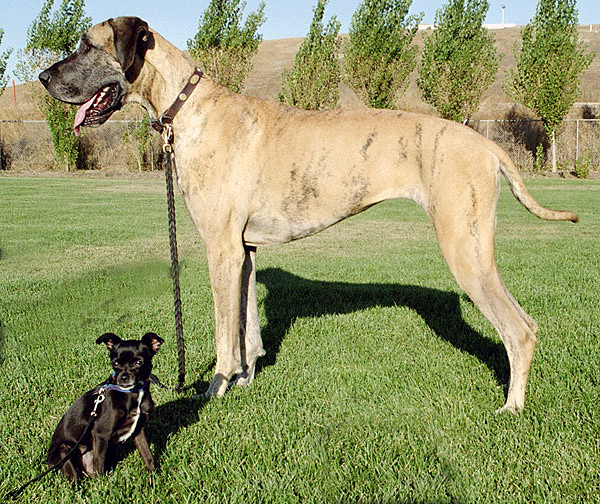
أحد أفراد سلالة كلاب شيواوا والكلب الدانماركي الضخم

سلالة الكلب هي مجموعة من الكلاب ذات العلاقة الوثيقة ببعضها والمتماثلة بشكل واضح، وهي كلها نويع من فصيلة الكلاب، التي تملك صفات مميزة تجعلها مؤهلة لاحتفاظ البشر فيها.
يتم استخدام مصطلح سلالة الكلب أيضا للإشارة إلى السلالات الطبيعية، التي نشأت عبر الزمن استجابة لبيئة معينة التي شملت البشر، مع ضئيلة أو معدومة التربية الانتقائية من قبل البشر. وتوثيق هذه السلالات، يتم تحديدها من مظهرها وغالباً عن طريق أسلوب العمل ومن ضمن سلالات الكلاب كلب الراعي الألماني وكلب دوبرمان وكلب تشاو تشاو